# Charles Simpkins
Pour les articles homonymes, voir Simpkins.
Charles « Charlie » Simpkins (né le 19 octobre 1963 à Aiken) est un athlète américain spécialiste du triple saut. 

## Carrière
Auteur de la meilleure performance de sa carrière lors de la saison 1985 à Kobe au Japon avec 17,86 m, il remporte dès l'année suivante son premier titre de champion des États-Unis du triple saut avec la marque de 17,91 m (vent favorable supérieur à la limite autorisée). Il se classe cinquième de la finale des Jeux olympiques de 1988 avec 17,29 m.
En 1992, Charlie Simpkins décroche son deuxième titre national en plein air à l'occasion des sélections olympiques américaines de La Nouvelle-Orléans. Il remporte la médaille d'argent des Jeux olympiques de Barcelone en réalisant 17,60 m à son sixième et dernier essai. Il s'incline cependant largement face à son compatriote Mike Conley, auteur d'un nouveau record du monde avec 18,17 m.

### Palmarès
| Date | Compétition     | Lieu      | Résultat | Performance |
| ---- | --------------- | --------- | -------- | ----------- |
| 1985 | Universiade     | Kobe      | 1er      | 17,86 m     |
| 1988 | Jeux olympiques | Séoul     | 5e       | 17,29 m     |
| 1992 | Jeux olympiques | Barcelone | 2e       | 17,60 m     |

### Records
| Épreuve             | Performance | Lieu        | Date             |
| ------------------- | ----------- | ----------- | ---------------- |
| Triple saut         | 17,86 m     | Kobe        | 2 septembre 1985 |
| Triple saut (salle) | 17,50 m     | Los Angeles | 17 janvier 1986  |